# Hannah Griffitts
Hannah Griffitts (* 1727 in Philadelphia, Pennsylvania; † 1817 ebenda) war eine amerikanisch-britische Dichterin und Quäkerin, die sich im Vorfeld der Amerikanischen Revolution im Widerstand der amerikanischen Kolonisten gegen Großbritannien einsetzte.

## Leben
Griffitts wurde in Philadelphia geboren, wo sie ihr Leben lang lebte. Ihre Eltern waren Thomas und Mary Norris Griffitts, und sie hatte eine Schwester, Mary, und einen Bruder, Isaac. Als Enkelin des Kaufmanns Isaac Norris (Politiker, 1671) gehörte Griffitts zu einer prominenten Quäkerfamilie aus Pennsylvania. Eine von Griffitts' Cousinen zweiten Grades war Mary Norris, die später den Gründervater John Dickinson heiratete, und eine weitere Cousine war Hannah Harrison, die später den führenden Patrioten Charles Thomson heiratete.
Griffitts wusste schon früh, dass sie Dichterin werden wollte. Im Alter von 10 Jahren soll sie Gott versprochen haben, dass ihre Gedichte „keine belanglosen Themen“ enthalten würden.S. 78 Im Jahr 1751, als beide Eltern tot und ihr Bruder Isaac wegen finanzieller Vergehen und Alkoholismus in Ungnade gefallen war, zog sie zu einigen ihrer Cousins aus dem Hause Norris auf ein Anwesen namens Fairhill.S. 34 Sie blieb über ein Jahrzehnt in Fairhill, wo sie sich besonders mit Mary Norris anfreundete, und die beiden korrespondierten auch als Erwachsene noch regelmäßig miteinander. Griffitts heiratete nie und schrieb einmal: „So wie niemand ist für das Alleine-Leben geeignet ist, war ich jemals für das Eheleben geschaffen“.S. 12 Von den 1770er bis zu den 1790er Jahren nahm sie mehrere ältere Verwandte auf und pflegte sie, darunter ihre Schwester Mary.S. xvii
Griffitts ist vor allem für eine Reihe beißender Satiren bekannt, die den Widerstand der amerikanischen Kolonisten gegen Großbritannien in den Jahrzehnten vor der Amerikanischen Revolution feiern. So schrieb sie beispielsweise mehrere protofeministische Gedichte über die Daughters of Liberty, eine Gruppe von Frauen, die aktiv gegen die britische Politik in den Dreizehn Kolonien protestierten. The Female Patriots (1768) enthält Anspielungen, die implizit den Sugar Act von 1765 und die Townsend Duties von 1767 kritisieren, Maßnahmen, die darauf abzielten, die Einnahmen in den Kolonien durch die Besteuerung und Kontrolle von Waren wie Melasse und Tee zu erhöhen. In dem Gedicht geißelt Griffitts auch männliche Loyalisten, die sich nicht gegen die Briten wehren:

„Since the Men from a Party, on fear of a Frown,

Are kept by a Sugar-Plumb, quietly down.

Supinely asleep, & deprived of their Sight

Are stripped of their Freedom, and robbed of their Right.

If the Sons (so degenerate) the Blessing despise,

Let the Daughters of Liberty, nobly arise,

And tho' we've no Voice, but a negative here.

The use of the Taxables, let us forebear.“

Trotz ihrer aufrüttelnden Rhetorik war Griffitts, wie viele andere Quäker dieser Zeit, unruhig angesichts der Aussicht auf Gewalt und befürwortete eher eine Verhandlungslösung für die Überbesteuerung als eine direkte Revolution. Nach Ausbruch des Krieges wetterte sie gegen Radikale wie Thomas Paine (den sie in einem ihrer Gedichte eine „Snake beneath the Grass“ nannte), deren Ansichten sich gegenüber denen der Gemäßigten durchgesetzt hatten. Sie weigerte sich, Philadelphia zu verlassen, auch nachdem es von den Briten beschlagnahmt worden war, und hielt an ihrer Antikriegshaltung fest. Obwohl die neutral eingestellten amerikanischen Quäker während des Krieges manchmal de facto als Loyalisten angesehen wurden, kritisierte Griffitts die Briten ebenso schnell wie die Amerikaner. So betrachtete sie beispielsweise die Mischianza – ein aufwändiges Fest, das die Briten 1778 zu Ehren von General George Howe anlässlich seiner Abreise nach England veranstalteten – als ein Beispiel für die Entartung der britischen Kultur.
Griffitts Schreiben spiegelte ihr ganzes Leben lang das Mitgefühl für das Leid der Menschen wider, und sie schrieb viele Elegien für Eltern, die ihre Kinder verloren hatten, sowie für Quäker und Freunde wie die Dichterin Susanna Wright.S. 65, 78 f.
In dieser Zeit stand der britische und amerikanische Literaturbetrieb den Werken von Dichterinnen weitgehend feindselig gegenüber. Vielleicht als Reaktion auf diese Situation versuchte Griffitts nicht, ihre Gedichte zu veröffentlichen, sondern ließ sie in ihrem überwiegend weiblichen Freundes- und Bekanntenkreis zirkulieren. Einige wenige fanden ihren Weg in den Druck, wahrscheinlich ohne ihre Zustimmung, in Publikationen wie dem Pennsylvania Chronicle und der Pennsylvania Evening Post.S. xii
Neuere Forschungen haben gezeigt, dass die Frauen der damaligen Zeit Kollektaneenbücher als Methode zur Erstellung privater, informeller historischer Aufzeichnungen über ihre eigene Zeit Etwa 60 von Griffitts' Gedichten sind in dem Kollektaneenbuchihrer Cousine zweiten Grades Milcah Martha Moore enthalten, einer Zusammenstellung von Gedichten und Prosa, die erstmals 1997 unter dem Titel Milcah Martha Moore's Book veröffentlicht wurde. Unter dem Pseudonym „Fidelia“ ist Griffitts neben Susanna Wright und Elizabeth Graeme Fergusson, deren Salon im Graeme Park eines der literarischen Zentren von Philadelphia war, eine der drei wichtigsten Mitwirkenden an Moores Kollektaneenbuch. Offenbar benutzte Griffitts dieses Pseudonym nur, wenn sie Reinschriften ihrer Gedichte verschickte; ihre Briefe unterzeichnete sie mit ihrem richtigen Namen, und ihre eigenen Entwürfe tragen oft ihre Initialen.S. 78 f. Ein kleiner Band mit Gedichtentwürfen und Arbeitsnotizen ist noch erhalten.S. 64
Griffitts starb 1817. Ihre Manuskripte (darunter mehrere hundert Gedichte und eine große Anzahl von Briefen) befinden sich heute im Besitz der Historical Society of Pennsylvania.